# Mimosestes arizonensis
Mimosestes arizonensis là một loài bọ cánh cứng trong họ Bruchidae. Loài này được Schaeffer miêu tả khoa học năm 1904.